# Maremokotro
A Maremokotro vulkáni eredetű hegye Madagaszkár legmagasabb csúcsa (2876 méter). A Tsaratanana-hegységben fekszik, Antsiranana tartományban, az ország északi részében.